# Rustam Wassiljewitsch Tariko
Rustam Wassiljewitsch Tariko (russisch Рустам Васильевич Тарико, wiss. Transliteration Rustam Vasil'evič Tariko; * 30. August 1961 in Menselinsk), ethnischer Tatare, ist der Gründer des größten russischen Wodka-Produzenten Russian Standard.

## Leben
1987 schloss Rustam Tariko sein Studium an der Staatlichen Universität für Verkehrswesen Moskau ab. Sein erstes Geld hat er schon Ende der achtziger Jahre als Student gemacht und begann seine Karriere 1980 als Fremdenführer in Moskau. Ab 1990 arbeitete Tariko als Berater für Ferrero Rocher in Russland und gründete danach die Roust. Inc., mit welcher er exklusiv den italienischen Wermut von Martini & Rossi (zu der auch Bacardi gehört) und andere Liköre importierte.
1998 gründete Tariko in Sankt Petersburg den Wodka-Hersteller Russian Standard, der im Jahre 2006 über 60 Prozent Marktanteil in Russland hielt. Im Herbst 1998 gründete er eine private Bank mit dem gleichen Namen. Im Dezember 2006 kaufte er für Aufsehen erregende 2,2 Mio. Euro die Domain www.vodka.com. In der Forbes-Liste der reichsten Menschen der Welt erreichte er im Jahr 2009 den Platz 647 mit einem Vermögen von 1,1 Milliarden US-Dollar.
Rustam Tariko hat drei Kinder: zwei Zwillingstöchter (* 2003) und einen Sohn (* 2007).